# David Sinclair
David Andrew Sinclair (ur. 26 czerwca 1969) – australijski biolog, profesor genetyki i współkierownik Paul F. Glenn Center for the Biology of Aging w Harvard Medical School. Jest znany z badania procesu starzenia, otrzymał wiele nagród, w tym „Australian Medical Research Medal” oraz „Frontiers in Aging and Regeneration Award”.
W 2014 Sinclair został zaliczony do grupy Time 100 jako jeden ze stu najbardziej wpływowych ludzi na świecie, a w 2018 r. został włączony do grupy 50 najbardziej wpływowych ludzi w służbie zdrowia magazynu „Time”. Sinclair został mianowany oficerem Orderu Australii (ang. „Order of Australia”) za „wybitne działania na polu badań medycznych nad biologią starzenia się i przedłużania życia...”.
Sinclair udzielał wywiadów i komentował odkrycia na polu biologii starzenia m.in. dla: „Time Magazine”, „The New York Times”, „The Charlie Rose Show”, „60 Minutes”, „Boston Magazine”, „The Washington Post”, „The Economist”, „TED” i „The Joe Rogan Experience”.
We wrześniu 2019 Sinclair opublikował książkę Lifespan: Why We Age – and Why We Don’t Have To, napisaną wspólnie z dziennikarzem Matthew LaPlante. Została ona również wydana jako audiobook na Audible w narracji samego Sinclaira.

## Kariera
W 1993 roku poznał Leonarda P. Guarente, profesora Massachusetts Institute of Technology, który badał geny zaangażowane w regulację starzenia, kiedy Guarente był na tournée wykładowym w Australii. Spotkanie to skłoniło Sinclaira do ubiegania się o stanowisko post-doc w laboratorium Guarente. Wcześniej w tym samym roku laboratorium Cynthii Kenyon z UCSF odkryło, że mutacja pojedynczego genu (Daf-2) może podwoić długość życia C. elegans.
W 1999 roku, po czterech latach pracy jako badacz postdoktorancki dla Guarente, Sinclair został zatrudniony w Harvard Medical School. W 2003 roku jego laboratorium było małe i walczyło o fundusze. W 2004 roku Sinclair spotkał się z filantropem Paulem F. Glennem, który przekazał Harvardowi 5 milionów dolarów na założenie Paul F. Glenn Laboratories for the Biological Mechanisms of Aging na Harvardzie, którego Sinclair został dyrektorem założycielskim. Obecnie pełni funkcję współdyrektora wraz z Brucem Yanknerem.
W 2004 roku Sinclair, wraz z przedsiębiorcą Andrew Perlmanem, Christophem Westphalem, Richardem Aldrichem, Richardem Popsem i Paulem Schimelem, założył firmę Sirtris Pharmaceuticals. Sirtris skupiał się na rozwijaniu badań Sinclaira nad aktywatorami sirtuin, czyli na pracach, które rozpoczęły się w laboratorium Guarentea. Firma skupiała się w szczególności na preparatach resweratrolu i pochodnych jako aktywatorach enzymu SIRT1; Sinclair stał się znany z wygłaszania takich stwierdzeń na temat resweratrolu jak: „(To) tak blisko cudownej kapsułki, jaką tylko można... Za sto lat od teraz ludzie mogą przyjmować te kapsułki codziennie, aby zapobiegać chorobom serca, udarom i nowotworom.”. Większość środowiska związanego z przeciwdziałaniem starzeniu się była bardziej ostrożna, zwłaszcza w odniesieniu do tego, co jeszcze resweratrol może spowodować w organizmie i jego braku biodostępności. Produkt firmy nosił nazwę SRT501 i był oparty na resweratrolu. Sirtris wszedł na giełdę w 2007 roku, a następnie został kupiony i zmieniony w spółkę zależną GlaxoSmithKline w 2008 roku za 720 milionów dolarów. Pięć lat później firma GSK zamknęła program Sirtris bez osiągnięcia sukcesu w rozwoju leku.
W 2006 roku powstała firma Genocea Biosciences oparta na pracy naukowca z Harvardu Darrena E. Higginsa wokół antygenów stymulujących limfocyty T i wykorzystania ich do tworzenia szczepionek; Sinclair był współzałożycielem. Genocea zwolniła większość pracowników w 2022 roku po przedstawieniu rozczarowujących danych na AACR.
W 2008 roku Sinclair został profesorem zwyczajnym (tenured professor) na Harvard Medical School. Kilka lat później został również profesorem nadzwyczajnym (conjoint professor) w School of Medical Sciences na Uniwersytecie Nowej Południowej Walii.
W 2008 roku Sinclair dołączył do naukowej rady doradczej Shaklee i pomógł im opracować i wprowadzić na rynek produkt zawierający resweratrol o nazwie „Vivix”; po tym jak Wall Street Journal poprosił o wywiad na temat jego pracy z firmą i jej marketingu, kwestionował wykorzystanie jego nazwiska i słów do promowania suplementu i zrezygnował.
W 2011 roku Sinclair był współzałożycielem OvaScience z Michelle Dipp (która była zaangażowana w Sirtris), Aldrich, Westphal i Jonathan Tilly, w oparciu o pracę naukową wykonaną przez Tilly dotyczącą ssaczych oogonialnych komórek macierzystych i pracę nad mitochondriami autorstwa Sinclaira. Praca Tilly’ego była kontrowersyjna, niektóre grupy nie były w stanie zreplikować jej wyników. Firma ostatecznie znalazła się pod presją za omijanie amerykańskich organów regulacyjnych w zakresie przeprowadzania testów płodności. Podano w wątpliwość skuteczność technologii wspomagania płodności, którą zaczęła sprzedawać w 2014, pomimo niewielkich dowodów, że pomogła pacjentom w poczęciu.
W 2011 roku Sinclair był również współzałożycielem CohBar, wraz z Nirem Barzilai i innymi współpracownikami. Celem CohBar było odkrycie i rozwój nowych peptydów pochodzących z mitochondriów. Cohbar określa się jako firma biotechnologiczna na etapie klinicznym, ale nie posiada kandydatów na leki w testach klinicznych.
W 2015 roku Sinclair opisał „The Scientist” swoje wysiłki w celu uzyskania finansowania dla swojego laboratorium – jak jego laboratorium wzrosło do około 20 osób, skurczyło się ponownie do około 5, a następnie ponownie wzrosło po zdobyciu funduszy od organizacji filantropijnych i firm, w tym także tych, które pomógł założyć. W 2015 roku jego laboratorium liczyło 22 osoby i było wspierane przez jeden grant R01 i w 75% finansowane z funduszy niefederalnych. Jednak od 2016 finansowanie federalne zaczęło wzrastać.
We wrześniu 2019 roku Sinclair opublikował Lifespan: Why We Age - and Why We Don't Have To, bestseller The New York Times, napisany wspólnie z dziennikarzem Matthew LaPlante i przetłumaczony na 18 języków. Wydany został również jako audiobook na Audible, czytany przez samego Sinclaira. Sinclair szczegółowo opisywał swoje praktyki związane z osiągnięciem długowieczności, w mediach społecznościowych oraz zawarł je w książce. Obejmują one codzienne dawki NMN i resweratrolu, które jak twierdzi Sinclair są aktywatorami SIRT1. W listopadzie 2022 firma Sinclaira, Metro Biotech skutecznie nakłoniła FDA do podjęcia działań mających na celu wycofanie NMN z rynku jako suplementu, ponieważ Metro Biotech zarejestrowało NMN i upubliczniło go jako nowo-badany lek.

## Badania
Podczas pracy w laboratorium Guarente odkrył, że sirtuina-1 (nazywana sir2 u drożdży; ang. silent mating-type information regulation 2) spowalnia procesy starzenia u drożdży poprzez redukowanie gromadzenia się extrachromosomalnego rDNA (ang. Extrachromosomal rDNA circle). Inne prace w laboratorium w tym czasie określiły NAD jako niezbędny kofaktor dla działania sirtuiny. W 2002 roku, po wyjeździe na Harvard, starł się z Guarente na spotkaniu naukowym w Cold Spring Harbor Laboratory, kwestionując opis Guarante’a dotyczący tego, w jaki sposób sir2 może być zaangażowany w starzenie się; to zapoczątkowało naukową rywalizację.
W 2003 roku, kiedy jego laboratorium było jeszcze małe, Sinclair dowiedział się, że naukowcy z pensylwańskiej firmy biotechnologicznej o nazwie Biomol Research Laboratories odkryli, że polifenole, w tym resweratrol, mogą aktywować sir2, i współpracował z nimi, aby to potwierdzić. Doprowadziło to do powstania w 2003 publikacji autorstwa Sinclaira zarówno w „Nature”, jak i „Science”. Sinclair otwarcie opowiadał się za resweratrolem jako związkiem przeciwstarzeniowym i rozpoczął naukową debatę na temat tego, czy to prawda i czy resweratrol faktycznie aktywuje sirtuiny. Dokładnej analizie poddano również publikacje dotyczące odwrócenia wieku myszy. Prace w innym laboratorium, wykonane częściowo z funduszy Sirtris, wykazały wzrost liczby mitochondriów w komórkach myszy, którym podano wysokie dawki resveratrolu. Laboratorium Sinclaira kontynuowało prace nad resweratrolem i podobnymi substancjami, a także nad mitochondriami i NAD, wszystkie ukierunkowane na zrozumienie starzenia się i zapobieganie mu.
W grudniu 2020 roku grupa Sinclaira opublikowała, że trzy czynniki transkrypcyjne Yamanaki, Oct4, Sox2 i Klf4, dostarczone razem w wirusie, mogą bezpiecznie odwrócić wiek komórek ludzkich i mysich oraz przywrócić wzrok starym myszom i myszom z jaskrą.
W styczniu 2023 roku laboratorium Sinclaira opublikowało w Cell wyniki 13-letnich badań nad czynnikami Yamanaki, które według autorów wykazały pewien stopień sztucznej kontroli nad starzeniem i odmładzaniem u myszy.

## Kontrowersje
Sinclair jest powiązany z firmami, które sprzedają prekursory NAD+ jako suplementy. Naukową zasadność twierdzeń dr Sinclaira skrytykował biochemik dr Charles Brenner, ogłaszając, że jego książka Lifespan... jest źródłem dezinformacji, która może zaszkodzić społeczeństwu. Mówiąc o podcastach Sinclaira, Brenner twierdzi, że wygłasza on „niezliczone oświadczenia nieoparte na dowodach” dotyczące odwrócenia wieku i ograniczenia odżywiania w określonym czasie (forma postu) w oparciu jedynie o biomarkery. Brenner twierdzi następnie, że wielu młodych dorosłych, którzy stosują modne diety, leki i praktyki przeciwstarzeniowe, jest narażonych na leki, które „nie mają podstaw dowodowych do ich stosowania bez wskazań”.